# JC Denton
JC Denton är en karaktär från spelen Deus Ex och Deus Ex: Invisible War. Man spelar som honom i första spelet, men inte i uppföljaren. JC Denton var skapad av Majestic 12, en klon liksom sin bror Paul Denton. Han har nano-maskiner inom sin kropp, vilket gör honom starkare och generellt bättre när det gäller att besegra fienden. I Majestics ögon är han en av de många supersoldater Majestic skapar för att ta över världen med. Både JC och hans bror Paul inser till slut vilka de är, och vem den riktiga fienden är, och gör uppror. I uppföljaren, Deus Ex: Invisible War, spelar man istället som Alex Denton, en av klonerna från Area 51. JC gör en återkomst som en av huvudkaraktärerna i Invisible War, men här har han ett motiv, och det är upp till spelaren att välja om man vill följa det eller ej. 